# 阿梅利亞城 (佛羅里達州)
阿梅利亞城（英語：Amelia City）是位於美國佛羅里達州拿騷縣的一個非建制地區。該地的面積和人口皆未知。

## 地理
阿梅利亞城的座標為30°35′24″N 81°27′27″W / 30.59000°N 81.45750°W，而該地的平均海拔高度為4米（即13英尺）。